# Hydrovatus subtilis
Hydrovatus subtilis är en skalbaggsart som beskrevs av Sharp 1882. Hydrovatus subtilis ingår i släktet Hydrovatus och familjen dykare. Inga underarter finns listade i Catalogue of Life.